# Casimir Ninga
Casimir Ninga, né le 17 mai 1993 à Mandoul (Tchad), est un footballeur international tchadien, évoluant au poste d'avant centre au FK Sumgayit.

## Biographie

### Enfance
Casimir Ninga est né le 17 mai 1993 à Mandoul, dans le sud du Tchad. Issu d'une famille nombreuse composée de cinq frères et trois sœurs, il commence à jouer dans la rue.

### Débuts de carrière
Casimir Ninga commence sa carrière au Tchad, dans le club du Renaissance FC de N'Djaména, avec lequel il joue durant deux ans. Il est ensuite transféré au Gabon, à l'AS Mangasport. Lors de la saison 2013-2014, l'AS Mangasport est sacré champion du Gabon et Casimir Ninga figure dans l'équipe type du championnat. 
La saison suivante, Casimir Ninga finit meilleur buteur du championnat gabonais avec 10 réalisations, ce qui lui vaut d'être repéré par le Stade lavallois, où il effectue un essai, et le Montpellier HSC. Le joueur rejoint finalement Montpellier lors du mercato estival 2015.

### Montpellier HSC
Lors du mercato estival 2015, Casimir Ninga arrive à Montpellier HSC en provenance de AS Mangasport pour un transfert de 75 000 euros. Il joue son premier match sous les couleurs héraultaises lors d'une rencontre face aux Girondins de Bordeaux comptant pour la 10e journée de Ligue 1. L'attaquant marque son premier but pour Montpellier et effectue sa première passe décisive (en faveur de Ryad Boudebouz) face au Sporting Club de Bastia lors de la journée suivante. Lors de la 15e journée contre Lyon à Gerland, il marque 2 buts pour une victoire finale de Montpellier 4-2. Il réalise un nouveau doublé contre l'Olympique de Marseille dans un match qui se terminera sur un nul 2-2. Cela fait de lui le meilleur buteur du club pailladin après 17 journées de championnat. Après un nouveau but cette fois ci-contre l'EA Guingamp, Casimir Ninga est le 1er joueur du MHSC depuis 25 ans à marquer 6 buts ou plus lors de ses 9 premiers matches de Ligue 1.
Il débute plus timidement la saison 2016-2017. Néanmoins, il débloque la situation le 1er octobre 2016 en s'offrant un triplé qui assure le nul contre Dijon (3-3, 8e journée),. Après le match, l'attaquant explique à propos de son triplé ne « pas complètement le savourer » au vu du résultat décevant. La journée suivante, le 15 octobre, il inscrit un doublé et délivre une passe décisive qui assurent cette fois une victoire 3 buts à 2 face au SM Caen. Trois jours plus tard, il se blesse gravement au genou, souffrant d'une rupture des ligaments croisés à la suite d'un choc avec un coéquipier à l'entrainement,. Il fait son retour presque un an après cette blessure, lors de la première journée de la saison suivante lors d'un match contre le SM Caen début août 2017. Il peine cependant à retrouver son niveau de sa première saison au club, en ne marquant que 4 petits buts toutes compétitions confondues dont un doublé face au FC Lorient en Coupe de France fin janvier 2018. Cette saison sonne la fin de son aventure Montpellieraine, il quitte le club début juillet 2018 ou il aura disputé 70 matchs pour 16 buts inscrits.

### Stade Malherbe Caen
Le 4 juillet 2018, il s'engage pour quatre ans avec le Stade Malherbe Caen.

### Angers SCO
Après une seule saison en Normandie qui se soldera par une relégation du club caennais, il rejoint le SCO d'Angers le 8 août 2019 pour trois saisons.

### Sivvaspor
En août 2020, il est prêté à Sivasspor en Turquie.

## Palmarès
AS Mangasport
- Championnat du Gabon
  - Vainqueur (2) : 2013-2014, 2014-2015
  - Meilleur buteur (1) : 2014-2015

## Statistiques
Les statistiques de Casimir Ninga ne sont pas disponibles de 2011 jusqu'à 2015 pour ses performances en club.
| Saison                | Club                  | Championnat           | Championnat | Championnat | Championnat | Coupe nationale | Coupe nationale | Coupe nationale | Coupe de la Ligue | Coupe de la Ligue | Coupe de la Ligue | Compétition(s) continentale(s) | Compétition(s) continentale(s) | Compétition(s) continentale(s) | Compétition(s) continentale(s) | Total | Total | Total |
| Saison                | Club                  | Division              | M.          | B.          | P.d.        | M.              | B.              | P.d.            | M.                | B.                | P.d.              | Comp.                          | M.                             | B.                             | P.d.                           | M.    | B.    | P.d.  |
| 2011-2012             | Renaissance FC        | D1                    | -           | -           | -           | -               | -               | -               | -                 | -                 | -                 | -                              | -                              | -                              | -                              | 0     | 0     | 0     |
| 2012-2013             | Renaissance FC        | D1                    | -           | -           | -           | -               | -               | -               | -                 | -                 | -                 | -                              | -                              | -                              | -                              | 0     | 0     | 0     |
| Sous-total            | Sous-total            | Sous-total            | -           | -           | -           | -               | -               | -               | -                 | -                 | -                 | -                              | -                              | -                              | -                              | 0     | 0     | 0     |
| 2013-2014             | AS Mangasport         | D1                    | -           | -           | -           | -               | -               | -               | -                 | -                 | -                 | -                              | -                              | -                              | -                              | 0     | 0     | 0     |
| 2015                  | AS Mangasport         | D1                    | -           | -           | -           | -               | -               | -               | -                 | -                 | -                 | -                              | -                              | -                              | -                              | 0     | 0     | 0     |
| Sous-total            | Sous-total            | Sous-total            |             | -           | -           | -               | -               | -               | -                 | -                 | -                 | -                              | -                              | -                              | -                              | 0     | 0     | 0     |
| 2015-2016             | Montpellier HSC       | Ligue 1               | 26          | 7           | 4           | 1               | 0               | 0               | -                 | -                 | -                 | -                              | -                              | -                              | -                              | 27    | 7     | 4     |
| 2016-2017             | Montpellier HSC       | Ligue 1               | 9           | 5           | 2           | -               | -               | -               | -                 | -                 | -                 | -                              | -                              | -                              | -                              | 9     | 5     | 2     |
| 2017-2018             | Montpellier HSC       | Ligue 1               | 29          | 1           | 1           | 3               | 2               | 0               | 2                 | 1                 | 0                 | -                              | -                              | -                              | -                              | 34    | 4     | 1     |
| Sous-total            | Sous-total            | Sous-total            | 64          | 13          | 7           | 4               | 2               | 0               | 2                 | 1                 | 0                 | -                              | -                              | -                              | -                              | 70    | 16    | 7     |
| 2018-2019             | SM Caen               | Ligue 1               | 33          | 6           | 3           | 2               | 2               | 0               | 1                 | 0                 | 0                 | -                              | -                              | -                              | -                              | 36    | 8     | 3     |
| 2019-2020             | SM Caen               | Ligue 2               | 1           | 0           | 0           | -               | -               | -               | -                 | -                 | -                 | -                              | -                              | -                              | -                              | 1     | 0     | 0     |
| Sous-total            | Sous-total            | Sous-total            | 34          | 6           | 3           | 2               | 2               | 0               | 1                 | 0                 | 0                 | -                              | -                              | -                              | -                              | 37    | 8     | 3     |
| 2019-2020             | Angers SCO            | Ligue 1               | 16          | 3           | 1           | 1               | 0               | 0               | -                 | -                 | -                 | -                              | -                              | -                              | -                              | 17    | 3     | 1     |
| 2020-2021             | Angers SCO            | Ligue 1               | 1           | 0           | 0           | -               | -               | -               | -                 | -                 | -                 | -                              | -                              | -                              | -                              | 1     | 0     | 0     |
| 2021-2022             | Angers SCO            | Ligue 1               | 16          | 0           | 0           | 1               | 0               | 0               | -                 | -                 | -                 | -                              | -                              | -                              | -                              | 17    | 0     | 0     |
| Sous-total            | Sous-total            | Sous-total            | 33          | 3           | 1           | 2               | 0               | 0               | -                 | -                 | -                 | -                              | -                              | -                              | -                              | 35    | 3     | 1     |
| 2020-2021             | Sivasspor (prêt)      | Süper Lig             | 16          | 0           | 0           | 2               | 0               | 0               | -                 | -                 | -                 | C3                             | 4                              | 0                              | 0                              | 22    | 0     | 0     |
| Sous-total            | Sous-total            | Sous-total            | 16          | 0           | 0           | 2               | 0               | 0               | -                 | -                 | -                 | -                              | 4                              | 0                              | 0                              | 22    | 0     | 0     |
| 2022-2023             | Anórthosis Famagouste | Cyta Championship     | 27          | 5           | 1           | 3               | 0               | 0               | -                 | -                 | -                 | -                              | -                              | -                              | -                              | 30    | 5     | 1     |
| Sous-total            | Sous-total            | Sous-total            | 27          | 5           | 1           | 3               | 0               | 0               | -                 | -                 | -                 | -                              | -                              | -                              | -                              | 30    | 5     | 1     |
| Total sur la carrière | Total sur la carrière | Total sur la carrière | 174         | 27          | 12          | 13              | 4               | 0               | 3                 | 1                 | 0                 | -                              | 4                              | 0                              | 0                              | 194   | 32    | 12    |